# César du meilleur film publicitaire

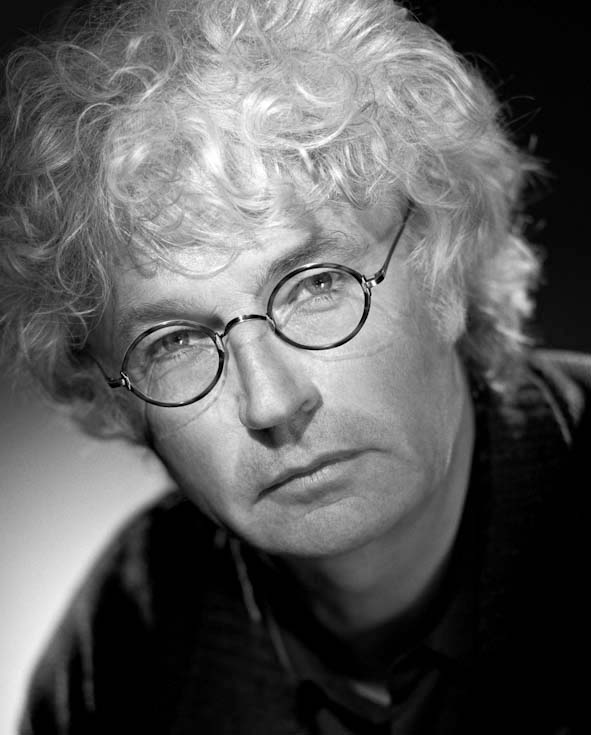
Jean-Jacques Annaud en 1998

Le César du meilleur film publicitaire est une ancienne récompense cinématographique française décernée par l'Académie des arts et techniques du cinéma de 1985 à 1986.

## Palmarès
- 1985 : Les Vautours (Hertz) réalisé par Jean-Jacques Annaud
  - L'Aventurier (Grundig) réalisé par Yves Lafaye
  - Chinoise (Maggi) réalisé par Jean-Baptiste Mondino
  - Flamenco (Orangina) réalisé par Jean-Paul Goude
  - James Bond (205 GTI) réalisé par Gérard Pirès
  - Kodachrome (Kodak) réalisé par Jean-Paul Goude
  - Le Psychiatre (Brother) réalisé par Étienne Chatiliez
  - Les Petits Hommes verts (Lustucru) réalisé par Étienne Chatiliez

- 1986 : Citroën réalisé par Jean Becker
  - Cacharel réalisé par Sarah Moon
  - Eram réalisé par Étienne Chatiliez
  - Free time réalisé par Étienne Chatiliez
  - Lee Cooper réalisé par Jean-Paul Goude

La publicité pour la Citroën Visa GTI filmée par Jean Becker pour l'agence RSCG, sur une idée de Jacques Séguéla, est rendue rendue possible par l'intervention du président François Mitterrand, dont Séguéla était ami et qui y a vu une opération de communication pour la Marine nationale. Elle montre une Citröen Visa catapultée du pont du porte-avions Clemenceau aux côtés de l'Étendard IVM 153, avant de plonger dans l'eau et de se retrouver sur le sous-marin La Praya. On entend Julien Clerc chanter « Elle décoiffe et moi j'arrache avec elle ». Le tournage se déroule alors que le porte-avions se rend à un exercice en Méditerranée depuis la rade de Toulon.